# Semigrupo inverso
Em matemática, um semigrupo inverso S é um semigrupo em que todo elemento x em S possui um único inverso y em S no sentido de que x = xyx e y = yxy. Semigrupos inversos aparecem em diferentes contextos; eles podem, por exemplo, ser empregados no estudo de simetrias parciais.
(A convenção seguida neste artigo é aquela em que se escreve uma função ao lado direito de seu argumento, e a composição de funções é feita da esquerda para a direita — uma convenção observada frequentemente na teoria de semigrupos)

## Origem
Os semugrupos inversos foram introduzidos independentemente por Viktor Vladimirovich Wagner na União Soviética em 1952, e por Gordon Preston na Grã-Betanha em 1954. Ambos os autores chegaram aos semigrupos inversos através do estudo de funções bijetoras de um conjunto: uma função parcial α de um conjunto X é uma função de A para B, em que A e B são subconjuntos de X. Sejam α e β funções parciais de um conjunto X; α e β podem ser compostas (da esquerda para a direita) no maior domínio em que essa composição "faz sentido":
dom αβ = [im α {\displaystyle \cap } dom β]α−1
em que α−1 denota a pré-imagem por α. As funções parciais já haiam sido estudadas no contexto de pseudogrupos. Foi Wagner, no entanto, o primeiro a observar que a composição de funções parciais é um tipo especial de multiplicação de relações binárias. Ele também reconheceu que o domínio de composição de duas funções parciais pode ser o conjunto vazio, e introduziu então uma função vazia para englobar este caso.
Com a inclusão desta aplicação vazia, a composição de funções parciais de um conjunto torna-se uma relação binária associativa, definida para quaisquer pares de funções parciais. Sob esta composição, a coleção {\displaystyle {\mathcal {I}}_{X}} de todas as funções parciais bijetivas de um conjunto X forma um semigrupo inverso, chamado o semigrupo inveso simétrico em X (ou o monóide inverso simétrico em X) Este é o semigrupo inverso que serve de modelo para todos os demais, de forma análoga ao papel desempenhado pelos grupos simétricos em relação aos grupos. Por exemplo, da mesma forma em que todo grupo pode ser imerso em um grupo simétrico, todo semigrupo inverso pode ser imerso em um semigrupo inverso simétrico (veja abaixo).

## Noções básicas
O inverso de um lemento x de um semigrupo inverso S é denotado geralmente por x−1. Os inversos de um semigrupo inverso possuem muitas das propriedades que os inversos de um grupo. Por exemplo, (ab)−1 = b−1a−1. Em um monóide inverso, xx−1 e
x−1x não são necessariamente iguais ao elemento neutro, mas ambos são elementos idempotentes. Um monóide inverso S em que xx−1 = 1 = x−1x, para todo elemento x de S (um monóide inverso unipotente), é, obviamente, um grupo.
Há diversas caracterizações diferentes para um semigrupo inverso S:
- Todo elemento de S possui um único inverso, no sentido acima.
- Todo elemento de S possui pelo menos um inverso (S é um semigrupo regular) e os idempotentes comutam (isto é, os idempotentes de S formam um semi-reticulado).
- Toda classe {\displaystyle {\mathcal {L}}} e toda classe {\displaystyle {\mathcal {R}}} contém exatamente um idempotente (aqui, {\displaystyle {\mathcal {L}}} e {\displaystyle {\mathcal {R}}} são duas das relações de Green.

Os idempotentes da classe {\displaystyle {\mathcal {L}}} de s ´e s−1s, enquanto que o idempotente na classe {\displaystyle {\mathcal {R}}} de s é ss−1. Há então uma caracterização simples das relações de Green em um semigrupo inverso:
{\displaystyle a\,{\mathcal {L}}\,b\Longleftrightarrow a^{-1}a=b^{-1}b,\quad a\,{\mathcal {R}}\,b\Longleftrightarrow aa^{-1}=bb^{-1}}
Exemplos de semigrupos inversos:
- Todo grupo é um semigrupo inverso.
- O semigrupo bicíclico é inverso, e (a,b)−1 = (b,a).
- Todo semi-reticulado é inverso.
- O semigrupo de Brandt é inverso.
- O semigrupo de Munn semigroup é inverso.

A não ser que seja feita indicação contrária, o semi-reticulado de idempotentes de um semigrupo inverso S será denotado por E(S).

## Leitura complementar
- Para uma breve introdução aos semigrupos inversos, consulte Clifford & Preston 1967 : Chapter 7 ou então Howie 1995 : Chapter 5.
- Introduções mais agrangentes podem ser encontradas em Petrich 1984 e Lawson 1998.